# 頻波羅
頻波羅（びんばら）は華厳経に登場する自然数の数詞の一つである。

## 概要
華厳経（八十華厳）の巻第45、阿僧祇品第30に登場し、{\displaystyle 10^{7\times 2^{3}}}つまり1056を意味している。四十華厳でも1056を意味している。六十華厳には現れない。この数を指すには、日本では『塵劫記』を由来とする「阿僧祇」を使うのが一般的である。